# Selaginella porphyrospora
Selaginella porphyrospora är en mosslummerväxtart som beskrevs av Addison Brown. Selaginella porphyrospora ingår i släktet mosslumrar, och familjen mosslummerväxter. Inga underarter finns listade i Catalogue of Life.